# Mount Rea
Mount Rea är ett berg i Antarktis. Det ligger i Västantarktis. Inget land gör anspråk på området. Toppen på Mount Rea är 573 meter över havet, eller 1 meter över den omgivande terrängen. Bredden vid basen är 0,02 km.
Terrängen runt Mount Rea är kuperad åt nordost, men åt sydväst är den platt. Trakten är obefolkad. Det finns inga samhällen i närheten.